# Unabhängigkeitsbestrebungen in Deutschland
Seit der Errichtung des deutschen Nationalstaates 1871 gibt es Unabhängigkeitsbestrebungen in Deutschland, die auf die (Wieder-)Erlangung der staatlichen Souveränität eines Landes oder einer Region gerichtet sind.

## Unabhängigkeitsbestrebungen ab 1945

### Österreich
Mit der Unabhängigkeitserklärung von 1945 wurde der 1938 erfolgte Anschluss Österreichs an Deutschland für „null und nichtig“ erklärt und damit ein selbständiger Staat Österreich wiederhergestellt. In der Folgezeit fand auch ein Wandel der österreichischen Identität statt. Empfanden sich die meisten Österreicher bis zum Zweiten Weltkrieg – und wenige Jahre danach immerhin noch fast die Hälfte – als Teil des deutschen Volkes, waren 2008 mehr als 80 Prozent der Österreicher von der Existenz einer eigenständigen österreichischen Nation überzeugt. Deutschnationale Vorstellungen spielen heute in Österreich politisch und gesellschaftlich keine Rolle mehr.

### Saarland
Nach dem Zweiten Weltkrieg kamen im Saarland Bestrebungen für eine Abtrennung von Deutschland auf, die seitens der französischen Besatzungsmacht gefördert wurden. Zwischen 1947 und 1956 existierte ein von Deutschland unabhängiger saarländischer Staat unter französischer Schutzherrschaft.
Ein Abkommen zwischen Frankreich und der Bundesrepublik Deutschland sah eine „Europäisierung“ vor (Saarstatut). Dabei sollte ein autonomer Saarstaat unter den Schutz der Westeuropäischen Union gestellt und gemeinsame europäische Institutionen im Saarland angesiedelt werden. Bei der Volksabstimmung 1955 stimmte ein Drittel für den Vorschlag und zwei Drittel dagegen, was von deutscher wie von französischer Seite als mehrheitlicher Wunsch der Wiederangliederung an Deutschland interpretiert wurde.

### Bayern
Am stärksten ausgeprägt sind Unabhängigkeitsbestrebungen heute in Bayern.
Die 1946 gegründete Bayernpartei setzt sich für den Austritt Bayerns aus der Bundesrepublik Deutschland ein und war in den 1950ern einige Jahre an der bayerischen Regierung beteiligt.
2009 antworteten laut „Generationenstudie“ der CSU-nahen Hanns-Seidel-Stiftung auf die Frage, ob Bayern ein eigenständiger Staat sein sollte, 23 Prozent mit „ja“ und 16 Prozent mit „teils/teils“. 2017 betrug der Anteil der Unabhängigkeitsbefürworter in Bayern laut YouGov-Umfrage 32 Prozent („stimme zu“: 18 Prozent; „stimme eher zu“: 14 Prozent).
Eine Verfassungsbeschwerde eines Bürgers über die Durchführung eines bayerischen Unabhängigkeitsreferendums wurde 2016 nicht zur Entscheidung angenommen. Das Bundesverfassungsgericht sieht die Länder nicht als „Herren des Grundgesetzes“. Für Sezessionsbestrebungen einzelner Länder sei daher kein Raum.

### Sachsen
Unmittelbar nach dem Ende des Ersten (→ Arnošt Bart) sowie erneut nach dem Zweiten Weltkrieg forderten Vertreter der slawischen Ethnie der Sorben die Einrichtung eines autonomen Gebietes sowie später eines unabhängigen sorbischen Staates auf dem Gebiet der Lausitz (→ Sorbisches Siedlungsgebiet). Die Bestrebungen, die stets gewaltfrei blieben, scheiterten, führten jedoch letztlich insbesondere nach 1945 zu einer deutlichen Verbesserung der rechtlichen Situation der Sorben und ihrer Sprache sowie der Gründung zahlreicher Institutionen.
Im Freistaat Sachsen kam seit Mitte der 2010er Jahre im Zuge der Flüchtlingskrise in Deutschland 2015/2016 und der Protestveranstaltungen im rechten und rechtsextremen politischen Spektrum der Ruf nach dem „Säxit“ (in Anlehnung an → Brexit), dem Austritt des Freistaates Sachsen aus der Bundesrepublik Deutschland, auf. Erstmals kundgetan wurde dies auf den Pegida-Demonstrationen in Dresden durch eine damalige Führungspersönlichkeit jener Bewegung, Tatjana Festerling. Später wurde dieses Thema von der rechtsextremen Kleinpartei Freie Sachsen aufgegriffen und Wahlkampfthema. Im November 2024 wurde die mutmaßlich terroristische Vereinigung mit rechtsextremer Ausrichtung Sächsische Separatisten zerschlagen. Ziel der Organisation war die gewaltsame Eroberung von Gebieten in Sachsen und die „… Errichtung eines am Nationalsozialismus orientierten Gemeinwesens.“

## Anteil der Unabhängigkeitsbefürworter in den deutschen Ländern
Laut einer repräsentativen YouGov-Umfrage mit 2067 Teilnehmern aus dem Jahr 2017 stimmen zwischen 8 und 32 Prozent der Bürger der Aussage eher zu, dass ihr jeweiliges Bundesland unabhängig von Deutschland sein sollte:
| Rang | Land                   | eher Zustimmung |     | Rang                | Land | eher Zustimmung |
| ---- | ---------------------- | --------------- | --- | ------------------- | ---- | --------------- |
| 1.   | Bayern                 | 32 %            | 9.  | Bremen              | 15 % |                 |
| 2.   | Saarland               | 22 %            | 10. | Nordrhein-Westfalen | 14 % |                 |
| 3.   | Thüringen              | 22 %            | 11. | Hamburg             | 13 % |                 |
| 4.   | Sachsen                | 21 %            | 12. | Berlin              | 13 % |                 |
| 5.   | Mecklenburg-Vorpommern | 21 %            | 13. | Hessen              | 10 % |                 |
| 6.   | Sachsen-Anhalt         | 20 %            | 14. | Niedersachsen       | 8 %  |                 |
| 7.   | Baden-Württemberg      | 19 %            | 15. | Schleswig-Holstein  | 8 %  |                 |
| 8.   | Brandenburg            | 19 %            | 16. | Rheinland-Pfalz     | 8 %  |                 |